# Szydełkarka
Szydełkarka – maszyna dziewiarska realizująca technikę dziania określaną jako "technikę szydełkowania w układzie rządkowym". Szydełkarki wytwarzają dzianiny rządkowe. Szydełkarki pracują igłami języczkowymi, chociaż niektórzy producenci maszyn wprowadzają maszyny pracującymi igłami dwudzielnymi.

## Podział szydełkarek
Szydełkarki płaskie – mają igły umieszczone w łożach mających kształt płaskich płyt. Mogą mieć jedno łoże igłowe lub dwa łoża igłowe (jedną lub dwie płyty). Współcześnie prawie 100% tych szydełkarek posiada dwa łoża igłowe. Inna nazwa szydełkarek płaskich to maszyny saneczkowe (saneczki albo po prostu sanki). Maszyny saneczkowe są wykorzystywane do produkcji swetrów, czapek, rękawiczek, wyrobów ortopedycznych, rehabilitacyjnych, medycznych, technicznych i wielu innych. Szydełkarki płaskie są stosowane przede wszystkim do wytwarzania dzianych wyrobów odpasowanych oraz dzianych wyrobów odpasowanych bezszwowych (określanych hasłami: wholegarment lub "knit and wear"). Współcześnie stosowane są przede wszystkim szydełkarki płaskie sterowane przez komputer, wyposażone w m.in. następujące cechy:
- indywidualna, elektroniczna selekcja igieł w obu łożach igłowych,
- dwukierunkowy transfer oczek - cecha powiązana z indywidualną selekcją igieł; przekładanie oczek może odbywać się w dwóch kierunkach (z łoża przedniego na tylne i odwrotnie),
- przesuw tylnego łoża igłowego względem przedniego (najczęściej spotykany),
- dynamiczne ustawianie kształtek spychających - możliwość uzyskania oczek o różnej wielkości w jednym rządku,
- możliwość zmiennej, szerokości pracy, automatycznie dostosowującej się do chwilowej szerokości dziania,
- precyzyjne sterowanie pracą wodzików, także wodzików z własnym, indywidualnym napędem.

Wymienione wyżej cechy czynią z szydełkarek płaskich maszyny dziewiarskie o najwyższych możliwościach wzorniczych we współczesnym dziewiarstwie, chociaż stosunkowo mało wydajnych. 
Szydełkarki cylindryczne dużych średnic – mogą mieć jedno lub dwa łoża igłowe.
- Szydełkarka cylindryczna jednołożyskowa ma łoże igłowe w kształcie cylindra. Służy do produkowania dzianin rządkowych lewoprawych gładkich i wzorzystych.
- Szydełkarka cylindryczna dwułożyskowa ma dwa łoża igłowe. Jedno ma kształt cylindra, drugie kształt tarczy. Służy do produkowania dzianin rządkowych dwuprawych. Podstawowymi typami szydełkarek cylindrycznych są maszyny określane nazwami: elastyk i interlok.
- Szydełkarka cylindryczna dwułożyskowa, dwucylindrowa ma dwa łoża igłowe w kształcie dwóch cylindrów. Są stosunkowo rzadkie, służą do wytwarzania dzianin dwulewych gładkich i wzorzystych.

Szydełkarki cylindryczne dużych średnic są przeznaczone do wytwarzania dzianin rządkowych w formie metrażowej. Średnica jest z zakresu od 20 do 44 cali.
Szydełkarki cylindryczne małych średnic – to tzw. automaty pończosznicze służące do produkcji wyrobów pończoszniczych.
- Automaty pończosznicze jednocylindrowe mają jedno łoże w kształcie cylindra (obecnie najpopularniejsze).
- Automaty pończosznicze dwucylindrowe mają dwa łoża igłowe w kształcie dwóch cylindrów. Służą głównie do wytwarzania skarpet lub grubych rajtuz. W czasach powszechnie stosowanych przędz wysoko elastycznych są coraz rzadsze. Są bardzo trudne w eksploatacji.
- Automaty pończosznicze dwułożyskowe mają dwa łoża igłowe w kształcie cylindra i tarczki. Obecnie nie są wykorzystywane. Dawniej wytwarzano na nich ściągacze do skarpet.

Automaty pończosznicze charakteryzują się wysokim stopniem zautomatyzowania oraz średnicą cylindra od 1,5 do 5 cali.
Użytkowane są również automaty pończosznicze o rozszerzonych możliwościach. Są to szydełkarki cylindryczne zautomatyzowane tak jak automaty pończosznicze ale o średnicy cylindra wynoszącej od 10 do 20 cali (zbliżonej do wymiaru poprzecznego ludzkiego korpusu). Szydełkarki takie są wykorzystywane do wytwarzania wyrobów bezszwowych oreślane na rynku angielską nazwą seamless. Jest to przede wszystkim odzież sportowa, oraz medyczna do tzw. kompresoterapii.
Literatura:
Patrz hasło dzianina w Wikipedii.